# Meja (torrente)
Il Meja (talvolta localmente al femminile, la Meja) è un breve torrente del medio novarese, affluente dell'Agogna.

## Percorso
Il corso della Meja può essere diviso in tre parti: il corso alto, quello medio e infine quello basso.

### Corso alto
Il corso alto si estende dalle sorgenti sulle colline novaresi, sino alla località di Revislate (in comune di Veruno). Scorre prevalentemente verso sud, ricevendo alcuni affluenti dalla portata molto modesta (i principali sono fosso Veruno e il rio San Giacomo). Viene sovrappassata dall'Autostrada A26, e prosegue verso  il comune di Bogogno. La sua valle un tempo era chiamata in dialetto locale val di gambri (valle dei gamberi), in quanto anche il corso del torrente risultava ricco di tali crostacei.
Nel comune di Bogogno le acque del torrente erano in passato utilizzate, attraverso un canale artificiale chiamato localmente rujoen, come forza idraulica per muovere un mulino.
Uscendo dal territorio del comune di Bogogno, il torrente termina il corso alto e arriva a Suno, dove inizia il corso medio.

### Corso medio

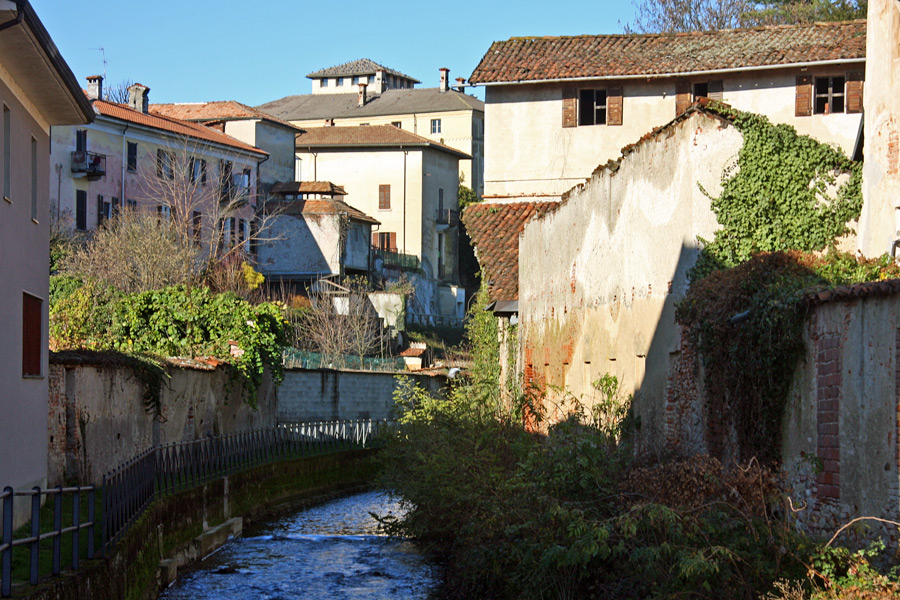
Il torrente a Suno

A Suno, il torrente scorre tra le colline moreniche. Attraversa il centro abitato e giunge, presso la cascina Baraggioli, nel corso basso.

### Corso basso
Il corso basso del Meja è contraddistinto dal regime idraulico molto alterato. Diversi anni or sono, numerose opere idrauliche ne modificarono il regime; tutt'oggi presenta una portata più elevata grazie all'immissione di diversi canali irrigui.
Sfocia infine, dopo 16,16 km dalla sorgente, nel torrente Agogna.

## Regime e portata
Il torrente presenta una portata molto modesta (considerando il regime che è di tipo pluviale); in assenza di piogge, il torrente, si secca già a Suno. Però, al contrario, nel caso di forti piogge riceve ingenti colature dalle colline e dai canali aumentando la sua portata.
Nei giorni tra il 4 e l'8 novembre 2011, il torrente ha prodotto ondate di piena considerevoli rompendo gli argini prima di Suno.

## Fauna
La popolazione ittica della Meja risulta strutturata specialmente nel corso basso da popolazioni di trota fario immesse e da ciprinidi.